# キルンド県
キルンド県（キルンドけん、ntara ya Kirundo）は、ブルンジ北部にかつて存在した県（州と訳されることもある）。県庁所在地はキルンド。面積は 1,703km2 で、2008年国勢調査の人口は628,256人。
ブルンジでも食糧事情からくる貧困地域で、2006年2月にも飢饉発生地域に指定された。

## 隣接する県
南東にムインガ県、南西にンゴジ県、西にルワンダ南部州、北にコホハ湖、ルウェル湖を挟みルワンダ東部州と接していた。

## 歴史
1982年9月24日、ムインガ県から分立した。
2025年7月4日、周辺の県と合併しブタニェレラ県の一部となった。

## 下位行政区画
- Commune of Bugabira
- Commune of Busoni
- Commune of Bwambarangwe
- Commune of Gitobe
- Commune of Kirundo
- Commune of Ntega
- Commune of Vumbi

## 脚註
1. 1 2  “Provinces of Burundi”.   Statoids (2015年11月27日). 2025年8月2日閲覧。
2. ↑  「5県に飢饉発生 被災者100万人超える - ブルンジ」AFPBB News, 2006年2月24日。
3. ↑  “Burundi’s new Governors sworn in following major provincial reforms”. Burundi Times. (2025年7月6日) 2025年8月2日閲覧。